# Batalla de Saint-Gilles-sur-Vie
La batalla de Saint-Gilles-sur-Vie va tenir lloc durant la guerra de Vendée de 1815.

## La batalla

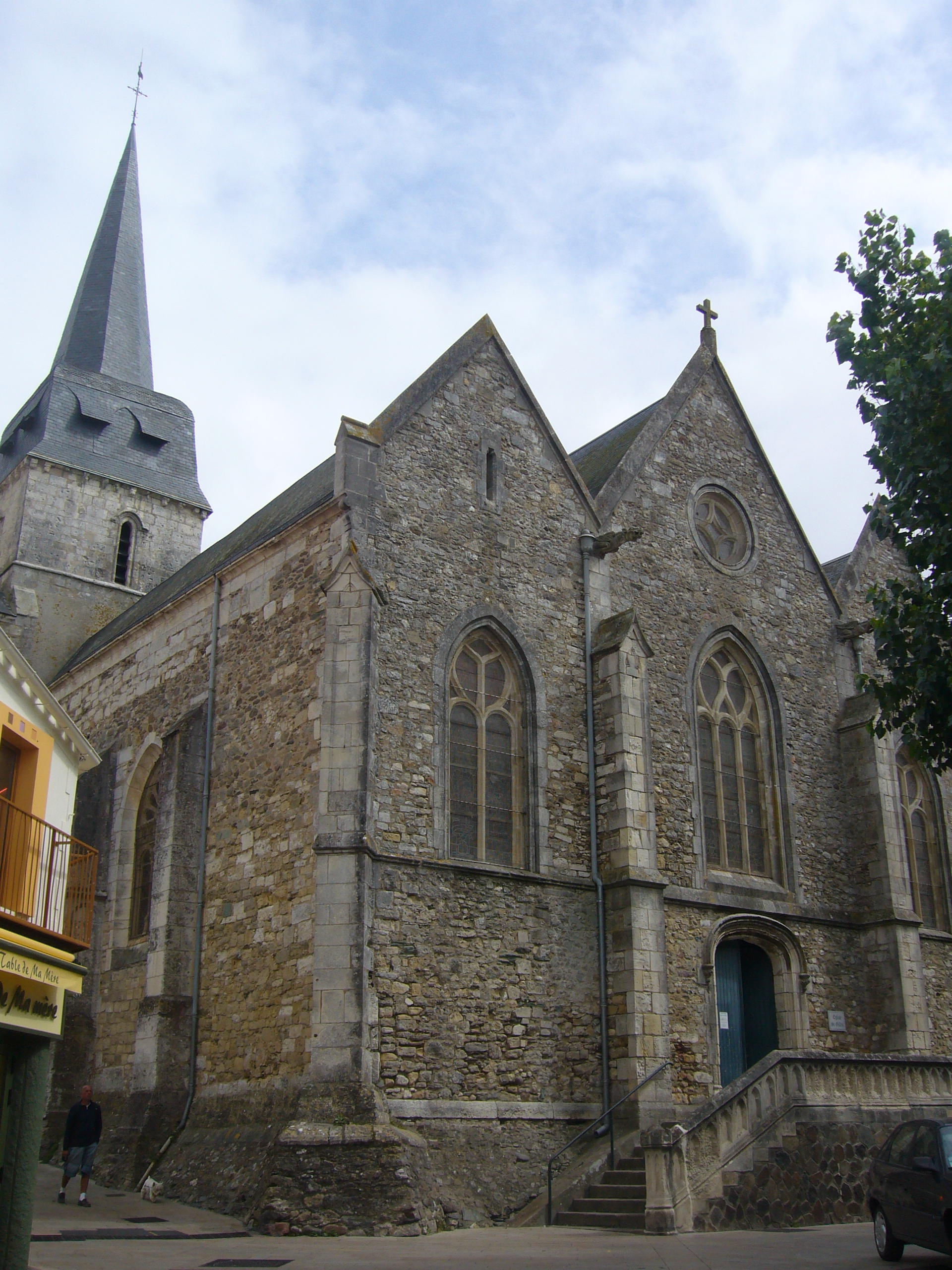
Església de Saint Gilles

El 2 de juny de 1815, a Napoléonville, el general Travot va saber que els britànics estaven descarregant municions als Vendéens a Saint-Gilles-sur-Vie. Era una prioritat per als imperials evitar aquest desembarcament. Immediatament Travot va ordenar al general Grobon que anés a Saint-Gilles, i al general Estève que arribés a Saint-Jean-de-Monts.
El mateix dia, al final de la tarda, els soldats del general Grobon van entrar a Saint-Gilles-sur-Vie i, pocs en nombre, es van refugiar a les cases i a l'església. Kitoë, el capità anglès de la fragata Astrée, va fer portar un obús però va resultar ineficaç. Finalment, ambdós bàndols van mantenir les seves posicions i la nit va posar fi a la lluita. L'endemà, el tiroteig es va reprendre i el general Grobon, observant des del cim del campanar, va resultar greument ferit per una bala disparada per un soldat de la Vendée.
No obstant això, Louis de La Rochejaquelein va endevinar que els imperials esperaven reforços: va ordenar l'acabament del desembarcament i va fer dispersar els combois d'armes i municions, després va retrocedir a Saint-Jean-de-Monts. Les pèrdues de la Vendée van ser, segons les memòries de Canuel, només de 2 a 3 morts i uns quants ferits. El general Grobon no es va recuperar de la ferida: transportat a Nantes, va morir quatre dies després.